# Phú Phong, Hương Khê
Phú Phong là một xã thuộc huyện Hương Khê, tỉnh Hà Tĩnh, Việt Nam.

## Địa lý
Xã Phú Phong có diện tích 3,89 km², dân số năm 2022 là 4.333 người, mật độ dân số đạt 1.113 người/km².

## Hành chính
Xã Phú Phong được chia thành 6 xóm: 1, 2, 3, 4, 5, 6.

## Lịch sử
Ngày 13 tháng 12 năm 2018, HĐND tỉnh Hà Tĩnh ban hành Nghị quyết số 126/NQ-HĐND về việc:
- Sáp nhập một phần của Thôn 5 vào Thôn 4.
- Sáp nhập Thôn 6 vào phần còn lại của Thôn 5.
- Đổi tên Thôn 7 thành Thôn 6.